# Mårten Claesson
Mårten Claesson, född 1970 på Lidingö, är en svensk arkitekt och formgivare.
Hans intresse för arkitektur väcktes när han som 13-åring såg en bild av Frank Lloyd Wrights hus Falling Water i ett uppslagsverk. Han studerade inredningsarkitektur och möbelformgivning vid Konstfack 1990–1994 och environmental design och product design vid Parsons School of Design i New York 1992. Han har formgivit produkter för bland annat Boffi, Skandiaform och Snickar-Per. Till hans offentliga uppdrag hör inredningen till ambassadörsresidentet i Berlin, inredning till McDonalds på Kungsgatan i Stockholm och Liljevalchs bokhandel i Stockholm. Tillsammans med studiekamraterna från Konstfack Eero Koivisto och Ola Rune startade arkitektkontoret Claesson Koivisto Rune 1995. 
Claesson finns representerad vid bland annat Nationalmuseum och Röhsska museet samt på ytterligare museum med arbeten utförda tillsammans med Koivisto och Rune.